# Дуга аорты
Дуга́ ао́рты (лат. arcus aortae) — часть аорты, самого крупного артериального сосуда в теле человека. Начинается на уровне хряща II ребра справа от расположенного внутриперикардиально восходящего отдела аорты (лат. pars ascendens aortae) и на уровне тел III—IV грудных позвонков переходит в нисходящий отдел (лат. pars dascendens aortae).

## Топография
Обращена верхней (выпуклой) стороной вверх. От верхней (выпуклой) стенки позади левой плечеголовной вены кверху начинаются три крупные брахиоцефальные артерии: плечеголовной ствол (лат. truncus brachiocephalicus), левая общая сонная артерия (лат. a. carotis communis sinistra) и левая подключичная артерия (лат. a. subclavia sinistra). Высшая точка дуги аорты соответствует центру рукоятки грудины.
Делится на начальный (правый) и конечный (левый) отделы, которые прикрыты спереди средостенными частями париетальной плевры и плевральными рёберно-средостенными синусами. На передней нижней поверхности дуги аорты напротив левой подключичной артерии находится место прикрепления артериальной связки (лат. lig. arteriosum), представляющей облитерированный боталлов проток, который связывает легочный ствол с аортой во время эмбриогенеза и зарастает к моменту рождения ребенка, замещаясь артериальной связкой. В случае не полной облитерации протока возникает порок сердца — незаращение боталлова протока или открытый артериальный проток.

## Аномалии хода и разветвлений аорты
В процессе эмбриогенеза у плода развиваются вентральная и дорсальная аорты, соединенные между собой сосудистыми дугами, которые в процессе формирования сосудов образуют артерии или исчезают. Аномалии развития могут включать в себя нарушение положения, размера, формы, хода, соотношения и непрерывности артериальных сосудов. Выделяют пять типов: двойная дуга аорты, правосторонняя дуга аорты,  правосторонняя дуга аорты с дополнительной ветвью, левосторонняя дуга аорты с абнормальной ветвью и шейный тип анатомического расположения дуги аорты. Частота встречаемости таких аномалий составляет от 1 до 3,8 % от всех врожденных пороков сердечно-сосудистой системы.
- Правосторонняя дуга аорты

Когда артерия образуется из правой IV жаберной дуги, а левая артерия IV жаберной дуги атрофируется, то дуга аорты поворачивает вправо, а затем поворачивает обратно за сердце над правым главным бронхом или на уровне диафрагмы. При таком положении выходящие сосуды начинаются в обратном (зеркальном) порядке по сравнению с нормой. Часто данный порок связан тетрадой Фалло.
Существует несколько классификаций данной аномалии, которые учитывают расположение сосудов (обычное или зеркальное), расположение аберрантной подключичной артерии (правое или левое), изоляцию подключичной артерии, наличие и расположение артериальных протоков.
- Двойная дуга аорты

В случае, когда в эмбриогенезе сохраняются артерии правой и левой IV жаберных дуг, образовавшиеся из них два сосуда кольцеобразно обхватывают пищевод и трахею и за ними соединяются в нисходящую аорту. Как правило, в таком случае одна дуга тоньше другой или же сохраняется частично.
- Левостороннее отхождение правой подключичной артерии

Правая подключичная артерия может отходить слева от аорты или от её дивертикула, поворачивает направо между VI шейным и IV грудным позвонками над аортой и за пищеводом, располагаясь между пищеводом и трахеей.
- Деформация дуги аорты

Возможны такие деформации как: удлинение, извитость, кольцеобразование, петлеобразование, перегиб аорты. Редкая аномалия дуги аорты, связанная с патологическим строением стенки аорты. В литературе встречается как: кинкинг дуги аорты, псевдокоарктация аорты, атипичная коарктация, субклиническая коарктация, баклинг дуги аорты, мегааорта.
- Перерыв дуги аорты (атрезия дуги аорты, атипичная коарктация)

Один из сегментов дуги аорты отсутствует, нарушается непрерывность, отсутствует сообщение между восходящей и нисходящей отделами аорты, артериальный
проток сохраняется и связывает ствол лёгочной артерии с отдельной нисходящей аортой.

## Заболевания дуги аорты
- Аневризма дуги аорты
- Гипоплазия дуги аорты — гипотрофия средних элементов сосудов аорты, дегенеративные изменения оболочки аорты, приводит к перерыву перешейка аорты.
- Неспецифический аортоартериит (I типа)[8]
- Аортит дуги (синдром Такаясу)